# 콜로라도주의 통계 지구

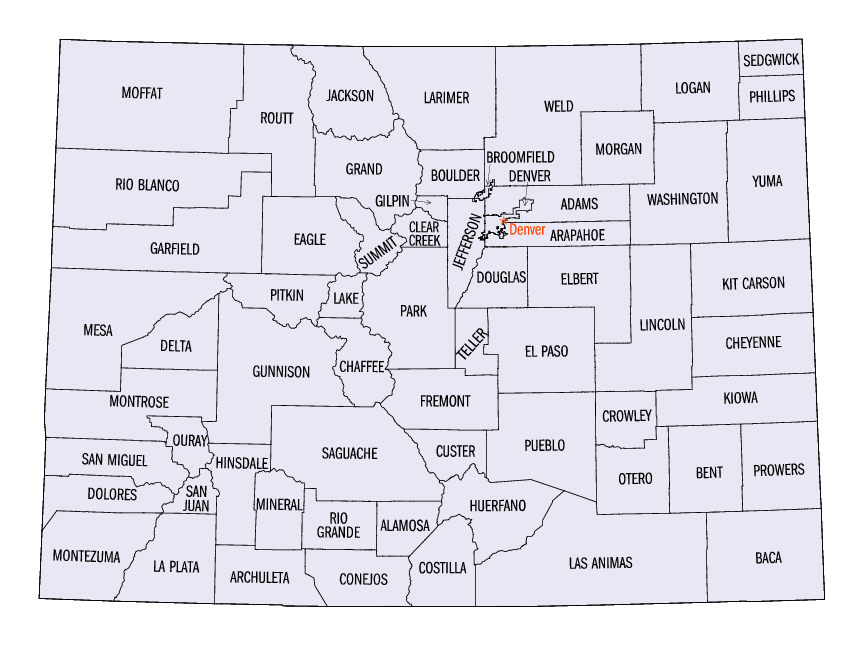
콜로라도 주의 군들

콜로라도의 주기

콜로라도의 통계 지구(Colorado Statistical Area)는 콜로라도 주에 있는 통계 지구이다.

## 배치도
| 복합 통계 지구                 | 인구      | 핵심 기반 통계 지구         | 인구      | 군           | 인구      |
| ------------------------------ | --------- | --------------------------- | --------- | ------------ | --------- |
| 덴버-오로라 지구               | 3,617,927 | 덴버-오로라-레이크우드 지구 | 2,967,239 | 덴버         | 727,211   |
| 덴버-오로라 지구               | 3,617,927 | 덴버-오로라-레이크우드 지구 | 2,967,239 | 아라파호     | 656,590   |
| 덴버-오로라 지구               | 3,617,927 | 덴버-오로라-레이크우드 지구 | 2,967,239 | 제퍼슨       | 582,881   |
| 덴버-오로라 지구               | 3,617,927 | 덴버-오로라-레이크우드 지구 | 2,967,239 | 애덤스       | 517,421   |
| 덴버-오로라 지구               | 3,617,927 | 덴버-오로라-레이크우드 지구 | 2,967,239 | 더글러스     | 351,154   |
| 덴버-오로라 지구               | 3,617,927 | 덴버-오로라-레이크우드 지구 | 2,967,239 | 브룸필드     | 70,465    |
| 덴버-오로라 지구               | 3,617,927 | 덴버-오로라-레이크우드 지구 | 2,967,239 | 엘버트       | 26,729    |
| 덴버-오로라 지구               | 3,617,927 | 덴버-오로라-레이크우드 지구 | 2,967,239 | 파크         | 18,845    |
| 덴버-오로라 지구               | 3,617,927 | 덴버-오로라-레이크우드 지구 | 2,967,239 | 클리어크리크 | 9,700     |
| 덴버-오로라 지구               | 3,617,927 | 덴버-오로라-레이크우드 지구 | 2,967,239 | 길핀         | 6,243     |
| 덴버-오로라 지구               | 3,617,927 | 볼더 지구                   | 326,196   | 볼더         | 326,196   |
| 덴버-오로라 지구               | 3,617,927 | 그릴리 지구                 | 324,492   | 웰드         | 324,492   |
| 푸에블로-캐니언시티 지구       | 216,263   | 푸에블로 지구               | 168,424   | 푸에블로     | 168,424   |
| 푸에블로-캐니언시티 지구       | 216,263   | 캐니언시티 지구             | 47,839    | 프레몬트     | 47,839    |
| 에드워즈-글렌우드스프링스 지구 | 132,955   | 글렌우드스프링스 지구       | 77,828    | 가필드       | 60,061    |
| 에드워즈-글렌우드스프링스 지구 | 132,955   | 글렌우드스프링스 지구       | 77,828    | 피트킨       | 17,767    |
| 에드워즈-글렌우드스프링스 지구 | 132,955   | 에드워즈 지구               | 55,127    | 이글         | 55,127    |
| 스팀보트스프링스-크레이그 지구 | 38,921    | 스팀보트스프링스 지구       | 25,638    | 루트         | 25,638    |
| 스팀보트스프링스-크레이그 지구 | 38,921    | 크레이그 지구               | 13,283    | 모팻         | 13,283    |
| 없음                           | 없음      | 콜로라도스프링스 지구       | 745,791   | 엘패소       | 720,403   |
| 없음                           | 없음      | 콜로라도스프링스 지구       | 745,791   | 텔러         | 25,388    |
| 없음                           | 없음      | 포트콜린스 지구             | 356,899   | 라리머       | 356,899   |
| 없음                           | 없음      | 그랜드정션 지구             | 154,210   | 메사         | 154,210   |
| 없음                           | 없음      | 듀랭고 지구                 | 56,221    | 라플라타     | 56,221    |
| 없음                           | 없음      | 몬트로즈 지구               | 47,710    | 몬트로즈     | 42,758    |
| 없음                           | 없음      | 몬트로즈 지구               | 47,710    | 유레이       | 4,952     |
| 없음                           | 없음      | 브레켄리지 지구             | 31,001    | 서밋         | 31,001    |
| 없음                           | 없음      | 포트모건 지구               | 29,068    | 모건         | 29,068    |
| 없음                           | 없음      | 스털링 지구                 | 22,409    | 로건         | 22,409    |
| 없음                           | 없음      | 없음                        | 없음      | 델타         | 31,162    |
| 없음                           | 없음      | 없음                        | 없음      | 몬테주마     | 26,183    |
| 없음                           | 없음      | 없음                        | 없음      | 채피         | 20,356    |
| 없음                           | 없음      | 없음                        | 없음      | 오테로       | 18,278    |
| 없음                           | 없음      | 없음                        | 없음      | 거니슨       | 17,462    |
| 없음                           | 없음      | 없음                        | 없음      | 앨라모사     | 16,233    |
| 없음                           | 없음      | 없음                        | 없음      | 그랜드       | 15,734    |
| 없음                           | 없음      | 없음                        | 없음      | 라스애니마스 | 14,506    |
| 없음                           | 없음      | 없음                        | 없음      | 아츌레타     | 14,029    |
| 없음                           | 없음      | 없음                        | 없음      | 프로어스     | 12,172    |
| 없음                           | 없음      | 없음                        | 없음      | 리오그란데   | 11,267    |
| 없음                           | 없음      | 없음                        | 없음      | 유마         | 10,019    |
| 없음                           | 없음      | 없음                        | 없음      | 코너조스     | 8,205     |
| 없음                           | 없음      | 없음                        | 없음      | 샌미겔       | 8,179     |
| 없음                           | 없음      | 없음                        | 없음      | 레이크       | 8,127     |
| 없음                           | 없음      | 없음                        | 없음      | 키트카슨     | 7,097     |
| 없음                           | 없음      | 없음                        | 없음      | 휴에파노     | 6,897     |
| 없음                           | 없음      | 없음                        | 없음      | 서왜치       | 6,824     |
| 없음                           | 없음      | 없음                        | 없음      | 리오블랑코   | 6,324     |
| 없음                           | 없음      | 없음                        | 없음      | 크로울리     | 6,061     |
| 없음                           | 없음      | 없음                        | 없음      | 벤트         | 5,577     |
| 없음                           | 없음      | 없음                        | 없음      | 링컨         | 5,701     |
| 없음                           | 없음      | 없음                        | 없음      | 커스터       | 5,068     |
| 없음                           | 없음      | 없음                        | 없음      | 워싱턴       | 4,908     |
| 없음                           | 없음      | 없음                        | 없음      | 필립스       | 4,265     |
| 없음                           | 없음      | 없음                        | 없음      | 코스틸랴     | 3,887     |
| 없음                           | 없음      | 없음                        | 없음      | 바카         | 3,581     |
| 없음                           | 없음      | 없음                        | 없음      | 세지윅       | 2,248     |
| 없음                           | 없음      | 없음                        | 없음      | 덜로리스     | 2,055     |
| 없음                           | 없음      | 없음                        | 없음      | 샤이엔       | 1,831     |
| 없음                           | 없음      | 없음                        | 없음      | 카이오와     | 1,406     |
| 없음                           | 없음      | 없음                        | 없음      | 잭슨         | 1,392     |
| 없음                           | 없음      | 없음                        | 없음      | 힌스데일     | 820       |
| 없음                           | 없음      | 없음                        | 없음      | 미네랄       | 769       |
| 없음                           | 없음      | 없음                        | 없음      | 샌환         | 728       |
| 콜로라도                       | 콜로라도  | 콜로라도                    | 콜로라도  | 콜로라도     | 5,758,726 |

## 참고
- 인구 수는 2019년 기준이며 단위는 '명'이다.
- 덴버는 콜로라도주 행정 기관들이 있기 때문에 굵은 글씨로 표기했다.

## 같이 보기
- 대도시 통계 지구